# فلك شندلر (رواية)
فلك شندلر (بالإنجليزية: Schindler's Ark)‏ هي رواية للكاتب الأسترالي توماس كينيلي، نشرت عام 1982، لأول مرة عن دار نشر هودر آند ستوتون.

## روابط خارجية
- فلك شندلر على موقع الموسوعة البريطانية (الإنجليزية)